# Антонио Пуерта
Антонио Хосе Пуерта Перес (на испански: Antonio José Puerta Pérez) е испански футболист, халф на ФК Севиля.

## Биография
От 2002 г. е футболист на ФК Севиля първоначално играе за „Б“ отбора, а по-нататък Пуерта се налага в първия състав и изиграва повече от 50 мача за ФК Севиля, талантливото му представяне му донася и дебют за националния отбор на Испания.
На 25 август 2007 г. Антонио Пуерта припада в резултат на сърдечен удар в 31-вата минута по време на мача от първия кръг на Примера Дивисион между „Севиля“ и „Хетафе“ (4:1). Съотборниците му и лекарите на тима се притичват на помощ и го вдигат на крака. След като се прибира в съблекалнята, Пуерта неколкократно припада отново и е откаран в болницата „Вирхен дел Росио“, придружен от капитана на „Севиля“ Хави Наваро. Минава на командно дишане, но лекарите не успяват да спасят живота му.
Умира 22-годишен на 28 август 2007 г. от инфаркт.
По това време приятелката на Пуерта е бременна в осмия месец.

## Отбори
| Отбор     | Държава | Години      |
| --------- | ------- | ----------- |
| ФК Севиля | Испания | 2004 – 2007 |

## Трофеи

### Испания
| Трофей               | Отбор     | Държава | Година |
| -------------------- | --------- | ------- | ------ |
| Купата на Краля      | ФК Севиля | Испания | 2007   |
| Суперкупа на Испания | ФК Севиля | Испания | 2007   |

### Международни
| Трофей                | Отбор                                | Държава | Година |
| --------------------- | ------------------------------------ | ------- | ------ |
| Средиземноморски игри | Национален отбор на Испания до 21 г. | Испания | 2005   |
| Купа на УЕФА          | ФК Севиля                            | Испания | 2006   |
| Суперкупа на Европа   | ФК Севиля                            | Испания | 2006   |
| Купа на УЕФА          | ФК Севиля                            | Испания | 2007   |